# Epilissus striatoides
Epilissus striatoides là một loài bọ cánh cứng trong họ Bọ hung (Scarabaeidae).